# Chionoecetes opilio
Chionoecetes opilio is een krabbensoort uit de familie van de Oregoniidae. De wetenschappelijke naam van de soort werd in 1788 voor het eerst geldig gepubliceerd door Otto Fabricius.